# Cèsar Ferrater Pons

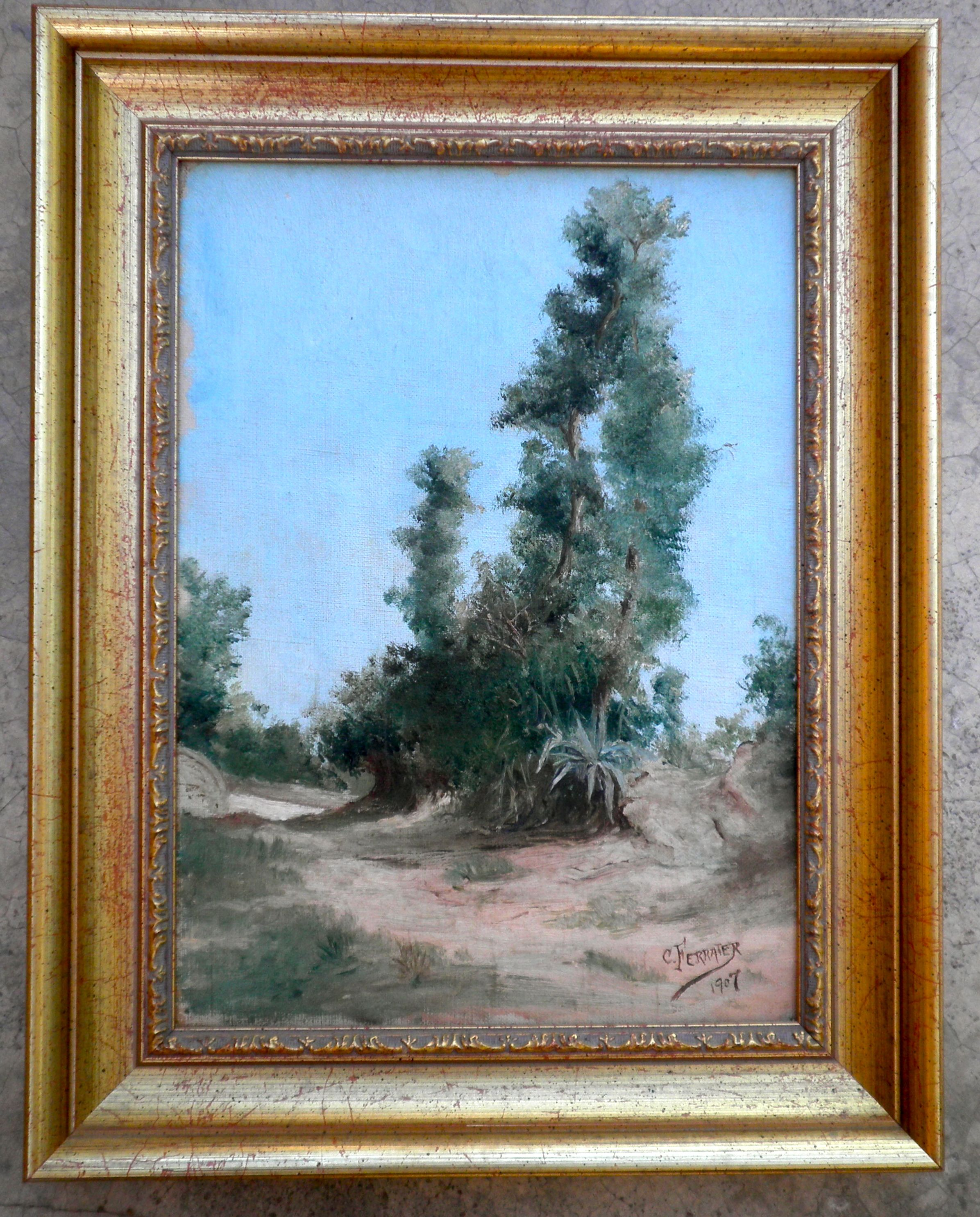
Quadre de Cèsar Ferrater pintat el 1907

Cèsar Ferrater Pons (Reus, 1891 - 1965) va ser un periodista i pintor català.
Des de la seva infància mostrà gran afició pel dibuix i la pintura. Va ser alumne de l'Escola Municipal d'Arts i Oficis, i deixeble de l'escultor Joan Fargas. Catalanista conservador i catòlic, va ser un dels fundadors de la Joventut Nacionalista de la Lliga Regionalista, i va assistir a campanyes de divulgació del programa catalanista en suport de Francesc Cambó en ciutats del Camp de Tarragona. Vinculat amb l'excursionisme i amic de Ricard Ferraté, el 1915 era un dels membres destacats de l'Agrupació Excursionista de Reus. Als 20 anys començà a publicar articles a la premsa local: Diario de Reus, Foment, La Veu del Camp, Semanario Católico de Reus, i Revista del Centro de Lectura, sobretot en el període 1920-1930. La majoria eren crítiques d'art, moltes vegades signades amb pseudònim. Soci del Centre de Lectura, formà part de la seva secció d'art. Format en pintura sota el mestratge de Tomàs Bergadà, va ser però bàsicament autodidacta. El 1929 va ser nomenat corresponent reusenc del Reial cercle Artístic de Barcelona. Realitzà exposicions individuals i participà en d'altres de col·lectives a Barcelona i a Madrid. Pintà i dibuixà a l'oli, a l'aquarel·la i a la ploma. Publicà diversos articles sobre mossèn Cinto, Prat de la Riba, Eugeni d'Ors, Antoni Gaudí, i d'altres. Formà part de la Junta de Museus de Reus. El 1949 es va tornar a vincular amb l'excursionisme local. Membre de l'Associació Excursionista de Reus, va pintar per l'entitat els retrats de la «Galeria d'Excursionistes reusencs», que representaven referents intel·lectuals i cívics locals. Es tractava d'Antoni Aulèstia Pijoan, Pau Font de Rubinat, Pere Pagès i Rueda i Joan Ferraté Gili.